# Jürgen Joachimsthaler
Jürgen Joachimsthaler (* 13. April 1964; † 7. Januar 2018 in Marburg) war ein deutscher Literaturwissenschaftler und Professor für neuere und neueste deutsche Literatur und Literaturtheorie an der Philipps-Universität Marburg.

## Leben
Jürgen Joachimsthaler studierte Germanistik und Geschichte in Regensburg und war dort von 1990 bis zu seiner Promotion über Max Bernstein im Jahr 1994 wissenschaftlicher Mitarbeiter. Anschließend arbeitete Joachimsthaler in Lehr-, Verlags- und Redaktionstätigkeiten in Deutschland und Polen. Ab 2001 arbeitete er als DFG-Stipendiat an der TU Dresden. 2006 wechselte er an die Universität Heidelberg, wo er 2010 habilitierte. 2013 berief man ihn dort auf einen Lehrstuhl. 2014 wechselte er als Professur für Neuere und neueste deutsche Literatur und Literaturtheorie an die Philipps-Universität Marburg. Er war bis zu seinem Tod geschäftsführender Direktor des Instituts für Neuere deutsche Literatur. Seit 2014 war Joachimsthaler außerdem Adjunct Professor an der Dalhousie University in Halifax.
Von 2002 bis 2010 war Joachimsthaler Geschäftsführer des Mitteleuropäischen Germanistenverbandes, 2016 erfolgte die Berufung in den Johann Gottfried Herder-Forschungsrat.

## Forschungsschwerpunkte
Zu den Schwerpunkten von Joachimsthalers Forschungstätigkeit gehörten Literatur und literarisches Leben vom 18. bis in das 21. Jahrhundert, insbesondere Romantik, klassische Moderne, Nachkriegsliteratur und aktuelle deutsche Literatur. Außerdem forschte er zur Interkulturalität deutscher Literatur und den interkulturellen Beziehungen zur Literatur Ostmitteleuropas sowie zu Theorie und Praxis der Übersetzung.

## Veröffentlichungen (Auswahl)

### Als Autor
- Max Bernstein, Kritiker, Schriftsteller, Rechtsanwalt (1854–1925): ein Beitrag zur Literatur-, Rechts-, Zensur-, Kultur-, Sozial- und allgemeinen Geschichte zwischen 1878 und 1925 mit Ausführungen zum „Naturalismus“, zur praktischen Anwendung des Sozialistengesetzes, zu Ibsen, Conrad, Gerhart Hauptmann und anderen Zeitgenossen. Lang, Frankfurt am Main/Berlin/Bern/New York/Paris/Wien 1994, ISBN 978-3-631-48427-2
- Philologie der Nachbarschaft: Erinnerungskultur, Literatur und Wissenschaft zwischen Deutschland und Polen. Königshausen und Neumann, Würzburg 2007, ISBN 978-3-8260-3485-5
- Text-Ränder: die kulturelle Vielfalt in Mitteleuropa als Darstellungsproblem deutscher Literatur. Winter, Heidelberg 2010, ISBN 978-3-8253-5919-5

### Als Herausgeber
- mit Walter Schmitz: Verhandlungen der Identität: Literatur und Kultur in Schlesien seit 1945. Thelem, Dresden 2004, ISBN 978-3-935712-37-8
- mit Martin Grimberg: Poetik vs. Grammatik. Thelem, Dresden 2008, ISBN 978-3-939888-23-9
- mit Eugen Kotte: Kulturwissenschaft(en): Konzepte verschiedener Disziplinen. Martin Meidenbauer, München 2010, ISBN 978-3-89975-224-3